# سفسطائية ثانية
السفسطائية الثانية هو مصطلح أدبي تاريخي يشير إلى الكُتّاب اليونانيين الذين ازدهروا من عهد نيرون حتى حوالي عام 230 ميلاديًا، والذين أدرجهم فيلوستراطوس واحتفى بهم في كتابه "حياة السفسطائيين". إلا أن بعض الأبحاث الحديثة أشارت إلى أن هذه السفسطائية الثانية، التي كان يُعتقد سابقًا أنها ظهرت فجأةً في أواخر القرن الأول الميلادي، تعود في الواقع إلى أوائل القرن الأول الميلادي. وتبعتها في القرن الخامس فلسفة البلاغة البيزنطية، والتي يُشار إليها أحيانًا باسم السفسطائية الثالثة.